# Деречанка
Деречанка (пол. Dereczanka) — деревня в Бяльском повете Люблинского воеводства Польши. Входит в состав гмины Залесе. По данным переписи 2011 года, в деревне проживал 121 человек.

## География
Деревня расположена на востоке Польши, на левом берегу реки Кшны, на расстоянии приблизительно 20 километров к северо-востоку от города Бяла-Подляска, административного центра повета. Абсолютная высота — 145 метров над уровнем моря. К югу от населённого пункта проходит национальная автодорога 2.

## История
В конце XVIII века входила в состав Брестского повета Берестейского воеводства Великого княжества Литовского.
По данным на 1827 год имелось 16 дворов и проживало 100 человек. Согласно «Справочной книжке Седлецкой губернии на 1875 год» деревня входила в состав гмины Добрин Бельского уезда Седлецкой губернии.
В период с 1975 по 1998 годы деревня входила в состав Бяльскоподляского воеводства.

## Население
Демографическая структура по состоянию на 31 марта 2011 года:
|         | Всего | До трудоспособного возраста | Трудоспособного возраста | Старше трудоспособного возраста |
| ------- | ----- | --------------------------- | ------------------------ | ------------------------------- |
| Мужчины | 57    | 8                           | 41                       | 8                               |
| Женщины | 64    | 11                          | 32                       | 21                              |
| Всего   | 121   | 19                          | 73                       | 29                              |